# Адміністративний поділ Чехії

Чеська Республіка поділена на 14 самоврядних регіонів (13 країв і Прага) і 6254 муніципалітети (так звані муніципалітети 1-го рівня). Є також чотири військових округи на муніципальному рівні. 
Із загальної кількості муніципалітетів 393 є муніципалітетами з уповноваженим муніципальним урядом (так звані муніципалітети 2-го рівня), з них 205 є муніципалітетами з розширеними повноваженнями (так звані муніципалітети 3-го рівня), скорочено ORP; Вони, як і регіони, здійснюють державне управління у своїх адміністративних районах на основі делегованих повноважень.
Територія за межами Праги поділена на 76 округів (столиця Прага де-юре не є округом, але має подібні повноваження; іноді вказується загальна кількість 77 округів); Навіть після скасування районних відділень 1 січня 2003 року та передачі їх повноважень муніципалітетам із розширеними повноваженнями, вони служать переважно для статистичних цілей і територіального поділу деяких державних адміністрацій.
|   | Регіон                  | Столиця           | Населення | Площа (км²) | Густота населення (/km²) | GDP     | GDP/cpa |
| - | ----------------------- | ----------------- | --------- | ----------- | ------------------------ | ------- | ------- |
| A | Прага (столиця)         | Прага (столиця)   | 1,170,571 | 496         | 2,360                    | 637,704 | 547,096 |
| S | Середньочеський край    | Прага             | 1,144,071 | 11,015      | 104                      | 288,888 | 253,912 |
| C | Південночеський край    | Чеські Будейовиці | 625,712   | 10,057      | 62                       | 150,970 | 251,106 |
| P | Пльзенський край        | Пльзень           | 549,618   | 7,561       | 73                       | 137,911 | 216,639 |
| K | Карловарський край      | Карлові Вари      | 304,588   | 3,315       | 92                       | 65,789  | 216,639 |
| U | Устецький край          | Усті-над-Лабем    | 822,133   | 5,335       | 154                      | 188,041 | 229,146 |
| L | Ліберецький край        | Ліберець          | 427,563   | 3,163       | 135                      | 94,451  | 229,146 |
| H | Краловоградецький край  | Градець-Кралове   | 547,296   | 4,758       | 115                      | 133,767 | 244,549 |
| E | Пардубицький край       | Пардубиці         | 505,285   | 4,519       | 112                      | 116,639 | 230,880 |
| M | Оломоуцький край        | Оломоуць          | 635,126   | 5,159       | 123                      | 134,376 | 211,467 |
| T | Мораво-Сілезький край   | Острава           | 1,257,554 | 5,535       | 227                      | 280,210 | 222,638 |
| B | Південноморавський край | Брно              | 1,123,201 | 7,067       | 159                      | 285,855 | 254,684 |
| Z | Злінський край          | Злін              | 590,706   | 3,964       | 149                      | 131,789 | 222,885 |
| J | Край Височина           | Їглава            | 517,153   | 6,926       | 75                       | 121,318 | 234,530 |

| CZ | Чехія | Прага | 10,220,577 | 78,868 | 130 | 2,767,717 | 271,161 |

## Історія
- 1921 р. – спроба запровадити повіти
- 1928 р. – розпад Моравської землі та Сілезького краю, створення Моравсько-Сілезького краю
- 1938 р. – відокремлення Судетської області та Богемії та Моравії, створення Судетської області
- 1939 р. – створення протекторату Богемія і Моравія
- 1945 р. – відновлення Чехословаччини
- 1949 р. – скасування країв, поділ Чехословаччини на 20 областей – 13 у Чехії, 7 у Словаччині, створення нових округів.
- 1960 – введення 7 великих областей, 75 великих округів і столиці Праги в Чехії, 3 великих областей і 33 округів у Словаччині
- 1990 р. – скасування регіонів
- 1993 р. – поділ Чехословаччини
- 1 січня 1995 р. – створення округу Єсеник (шляхом відокремлення частин округів Брунталь і Шумперк)
- 1 січня 2000 р. – утворення 13 нових країв з регіональними органами влади з самостійними та делегованими повноваженнями, осінь 2000 р. – перші вибори до рад.
- 1 січня 2003 р. – скасування всіх 76 районних відділень, передача повноважень регіональним відділенням і 205 вибраним муніципалітетам, які знову отримали статус муніципалітету з розширеними повноваженнями, райони залишилися як адміністративні одиниці
- 1 січня 2007 р. – наказ МВС № 513/2006 змінив межі районів таким чином, що адміністративний район більшості муніципалітетів з розширеною юрисдикцією більше не виходить за межі їхнього округу. Виняток становили 33 муніципалітети, що належали до адміністративних районів муніципалітетів із розширеною юрисдикцією: Чеський Брод (4 муніципалітети були розташовані в окрузі Німбурк), Їглава (1 муніципалітет знаходився в окрузі Гавлічков Брод), Стод (9 муніципалітетів були розташовані в окрузі Домажліце), Танвальд (1 муніципалітет знаходився в районі Семілі), Турнов (13 муніципалітетів в районі Ліберець і 3 муніципалітети в районі Яблонець-над-Нісою) і Валашске Клобоуки (2 муніципалітети були розташовані в районі Всетін).
- 1 січня 2021 року – набрав чинності новий закон про територіально-адміністративний поділ держави, згідно з яким визначається склад окремих рівнів державного поділу; кожен з 13 країв поділяється на 3-12 округів, кожен з 76 округів ділиться на 1-6 муніципалітетів з розширеною юрисдикцією (їх 205); виняток становлять кілька муніципалітетів ОВП округу  Турнов, які не належать до Семілійського району; Столиця Прага поділена на 10 районів і 22 міських округи з делегованими повноваженнями.